# کارست شپرد
کارست شپرد (به انگلیسی: Karst Shepherd)، نام یکی از نژادهای سگ است که خاستگاه آن به اسلوونی بازمی‌گردد.